# Ctenidium homalophyllum
Ctenidium homalophyllum là một loài Rêu trong họ Hypnaceae. Loài này được Broth. & Yasuda ex Iisiba mô tả khoa học đầu tiên năm 1932.